# Gazoline (groupe français)
Pour les articles homonymes, voir Gazoline.
Gazoline est un groupe de punk rock français, originaire de Paris. Il est formé en 1977, composé entre autres d'Alain Kan (chanteur), auteur de quelques albums solo, et de Fred Chichin qui fondera plus tard Les Rita Mitsouko, et dissous l'année suivante, en 1978. Son nom est un hommage aux Gazolines.

## Biographie
En 1977, Alain Kan (ex-chanteur de l'Alcazar) décide de former un groupe punk. La première formation comprend dans ses rangs : Alain Kan qui officie au chant, Olivier Burger à la guitare, Pierre-Jean Cayatte (futur Asphalt Jungle) à la basse, Grand Did’, alias Didier Laffont, à la batterie. Le nom du groupe s'inspire de « la troupe d'homos-choc de l'époque, ceux qui par exemple manifestaient contre les représentations de La Cage aux folles. »
La deuxième formation voit l'arrivée d’André Asse à la batterie; puis Hugues Chichin (le frère de Fred) rejoint le groupe comme batteur ; Patrice Jeudy à la guitare ; Gilles Gueu (quelques jours), puis Jean-Robert Jovenet, futur chanteur d’Extraballe, deviennent le bassiste du groupe. Fred Chichin (futur Rita Mitsouko) et Steve-Henry Peeters qui forment déjà le couple de guitaristes de Fassbinder (dans lequel joue également Hugues Chichin) arrivent à leur tour pour un nouveau départ du groupe qui s'écrit maintenant Gasoline avec un s (comme en témoigne la pochette de Killer Man / Radio Flic). Laure et Roger Rogers (d’Au bonheur des dames) joueront occasionnellement du saxophone.
Un premier 45 tours, Sally / Electric Injection, sort à l’automne 1977 sur une filiale de Barclay, Egg Records. Sur la pochette, il invite Marie-France, qu’il a connue à l’Alcazar et à l’Ange bleu, à poser avec le groupe. Le groupe connait alors deux moments importants au Gibus en avril 1978, puis à l'Olympia pour la nuit Punk du 10 juillet 1978. Les morceaux abordent les thèmes suivants : drogues, androgynie, homosexualité, cuirs noirs et cravaches, tapins et putes, masturbation et sodomies, répressions policières ou même le rêve d'un dîner avec Hitler sont autant de thèmes des chansons acides dont la plupart sont retirées des vitrines des disquaires ou même mises au pilon. Ils publient également des chansons comme Killer Man, Sally, Electric Injection, Radio Flic, Speed My Speed, et Devine qui vient dîner ?. Le groupe reprend Suffragette City (Hey Man) de David Bowie, Heroin, White Light/White Heat, et Sweet Jane du Velvet Underground. Le groupe se sépare en février 1979. 
Alain Kan disparait mystérieusement le 14 avril 1990, sur un quai de la station de métro Châtelet, à Paris. En 2016, le label Cameleon Records réédite leurs deux singles : Sally / Electric Injection et Killer Man / Radio Flic.

## Membres
- Alain Kan - chant
- Pierre-Jean Cayatte - basse
- Gilles Gueu - basse
- Jean-Robert Jovenet - basse
- Le Grand Did’ (Didier Laffont) - batterie
- Hugues Chichin - batterie
- Olivier Burger - guitare
- Steve-Henri Peeters - guitare
- Fred Chichin - guitare
- Patrice Jeudy - guitare
- Laure - saxophone
- Roger Rogers - saxophone

## Discographie
- 1977 : Sally / Electric Injection (single, réédité en 2016 par Cameleon Records)
- 1977 : Killer Man / Radio Flic (single, réédité en 2016 par Cameleon Records)